# Raptor Adventure
Raptor Adventure is een stalen achtbaan in familiepretpark De Waarbeek, in Hengelo. De achtbaan werd gebouwd door de Italiaanse SBF Visa Group en is van het model Mine Train Coaster MX601.

## Geschiedenis
Er wordt gesuggereerd dat dit de achtbaan is van Panky's Adventure uit Speelparadijs Pannenkoekenhuis in Voorst die de achtbaan moest sluiten omdat de eigenaren geen vergunning hadden binnen de categorie bouwwerk zoals de gemeente Voorst de achtbaan klassificeerde. Daarnaast waren er ook klachten over geluidsoverlast van de buurtbewoners. Panky's Adventure opereerde van 1 juni 2019 tot 8 juli 2022.
De achtbaan is daarna overgenomen door De Waarbeek via handelaar Martin Meijer. De achtbaan werd in 2023 gebouwd in het nieuwe Dinosaurus themagebied van het park.

## Technische informatie
Raptor Adventure maakt gebruik van een wieloptakeling in combinatie met één achtbaantrein. De passagiers zitten twee aan twee in de mijntreinwagentjes die bestaat uit 4 wagens waardoor er maximaal 16 personen plaats kunnen nemen. De baan is 47 meter lang. Het traject is een figuur 8 met een hoogteverschil van 5 meter. De trein gaat 6 rondjes over het traject waarna het doorschiet bij het station en vervolgens door de banden van de wieloptakeling geremd wordt en terug naar het station gaat om tot stilstand te komen.